# Great Pond
Great Pond ist eine Town im Hancock County des Bundesstaates Maine in den Vereinigten Staaten. Im Jahr 2020 lebten dort 61 Einwohner in 66 Haushalten auf einer Fläche von 103,31 km².

## Geografie
Nach dem United States Census Bureau hat Great Pond eine Gesamtfläche von 103,31 km², von denen 97,80 km² Land sind und 5,52 km² aus Gewässern bestehen.

### Geografische Lage
Great Pond liegt im Nordwesten des Hancock Countys an der Grenze zum Penobscot County. Auf dem Gebiet der Town befinden sich mehrere Seen. Der Größte ist der zentral gelegene Great Pond, im Südwesten die Morrison Ponds und im Südosten der Rift Pond, der King Pond, der Little Pond und der Long Pond. Die Oberfläche ist hügelig, höchste Erhebung ist der 270 m hohe Morrison Pond Mountain im Südwesten.

### Nachbargemeinden
Alle Entfernungen sind als Luftlinien zwischen den offiziellen Koordinaten der Orte aus der Volkszählung 2010 angegeben.
- Norden und Osten: East Hancock, Unorganized Territory, 17,7 km
- Süden: Aurora, 5,3 km
- Südwesten Amherst, 11,1 km
- Westen: Northwest Hancock, Unorganized Territory, 14,4 km
- Nordwesten: East Central Penobscot, Unorganized Territory, 13,3 km

### Stadtgliederung
In Great Pond gibt es nur das Siedlungsgebiet Great Pond.

### Klima
Die mittlere Durchschnittstemperatur in Great Pond liegt zwischen −7,2 °C (19° Fahrenheit) im Januar und 20,6 °C (69° Fahrenheit) im Juli. Damit ist der Ort gegenüber dem langjährigen Mittel der USA um etwa 6 Grad kühler. Die Schneefälle zwischen Oktober und Mai liegen mit bis zu zweieinhalb Metern mehr als doppelt so hoch wie die mittlere Schneehöhe in den USA; die tägliche Sonnenscheindauer liegt am unteren Rand des Wertespektrums der USA.

## Geschichte
Die Besiedlung in der Gegend von Great Pond startete mit Joshua Williams, einem Veteranen des Amerikanischen Unabhängigkeitskriegs und seiner Familie, im Jahr 1805. Am 26. Oktober 1840 wurde das Gebiet, welches die Bezeichnung Township No. 33 Middle Division, Bingham's Penobscot Purchase (T33 MD BPP) trug, organisiert, um den Bewohnern das Wahlrecht zu ermöglichen. Dies wurde am 5. März 1895 bestätigt. Der Name wurde 1969 in Great Pond Plantation geändert und am 1. April 1981 wurde das Gebiet als Town organisiert.

### Einwohnerentwicklung
| Volkszählungsergebnisse – Town of Great Pond, Maine | Volkszählungsergebnisse – Town of Great Pond, Maine | Volkszählungsergebnisse – Town of Great Pond, Maine | Volkszählungsergebnisse – Town of Great Pond, Maine | Volkszählungsergebnisse – Town of Great Pond, Maine | Volkszählungsergebnisse – Town of Great Pond, Maine | Volkszählungsergebnisse – Town of Great Pond, Maine | Volkszählungsergebnisse – Town of Great Pond, Maine | Volkszählungsergebnisse – Town of Great Pond, Maine | Volkszählungsergebnisse – Town of Great Pond, Maine | Volkszählungsergebnisse – Town of Great Pond, Maine |
| Jahr                                                | 1900                                                | 1910                                                | 1920                                                | 1930                                                | 1940                                                | 1950                                                | 1960                                                | 1970                                                | 1980                                                | 1990                                                |
| --------------------------------------------------- | --------------------------------------------------- | --------------------------------------------------- | --------------------------------------------------- | --------------------------------------------------- | --------------------------------------------------- | --------------------------------------------------- | --------------------------------------------------- | --------------------------------------------------- | --------------------------------------------------- | --------------------------------------------------- |
| Einwohner                                           |                                                     |                                                     |                                                     |                                                     |                                                     |                                                     | 58                                                  | 43                                                  | 45                                                  | 59                                                  |
| Jahr                                                | 2000                                                | 2010                                                | 2020                                                | 2030                                                | 2040                                                | 2050                                                | 2060                                                | 2070                                                | 2080                                                | 2090                                                |
| Einwohner                                           | 47                                                  | 58                                                  | 61                                                  |                                                     |                                                     |                                                     |                                                     |                                                     |                                                     |                                                     |

## Kultur und Sehenswürdigkeiten

### Bauwerke
In Great Pond wurde die Free Baptist Church of Great Pond unter Denkmalschutz gestellt und 2012 unter der Register-Nr. 12000892 ins National Register of Historic Places aufgenommen.

## Wirtschaft und Infrastruktur

### Verkehr
Durch Great Pond führen nur lokale Straßen. Great Pond ist nicht direkt an das nationale Straßensystem angeschlossen.

### Öffentliche Einrichtungen
Es gibt keine medizinischen Einrichtungen oder Krankenhäuser in Great Pond. Die nächstgelegenen befinden sich in Beddington oder Orono.
Die Bibliothek für Great Pond und die umliegenden Gemeinden befindet sich in der Airline Community School in Aurora. 

### Bildung
Great Pond gehört mit Amhers, Aurora, Dedham, Orrington und Osborn zum CSD #8.
Im Schulbezirk werden folgende Schulen angeboten:
- Airline Community School in Aurora, mit Schulklassen vom Pre-Kindergarten bis 8. Schuljahr
- Center Drive School in Orrington, bis Klasse 8
- Dedham School in Dedham, mit Schulklassen vom Pre-Kindergarten bis 8. Schuljahr